# Списък на реките в Черна гора
А — Б — В — Г — Д —
Е — Ж — З — И — Й —
К — Л — М — Н — О —
П — Р — С — Т — У —
Ф — Х — Ц — Ч — Ш —
Щ — Ю — Я

## Б
- Бояна (41* km, в Черна гора - ? km), влива се в Адриатическо море

## З
- Зета (89 km, 1547 km2), десен приток на Морача

## И
- Ибър (276* km, в Черна гора - ? km), приток на Западна Морава

## Л
- Лим (220* km, в Черна гора - ? km), десен приток на Дрина

## М
- Морача (99.5 km)

## О
- Опасница

## П
- Пива

## Р
- Рибница

## С
- Ситница

## Т
- Тара (144* km, в Черна гора - ? km), съставляваща на Дрина
- Требишница